# Bayerisches Staatsministerium für Ernährung, Landwirtschaft, Forsten und Tourismus

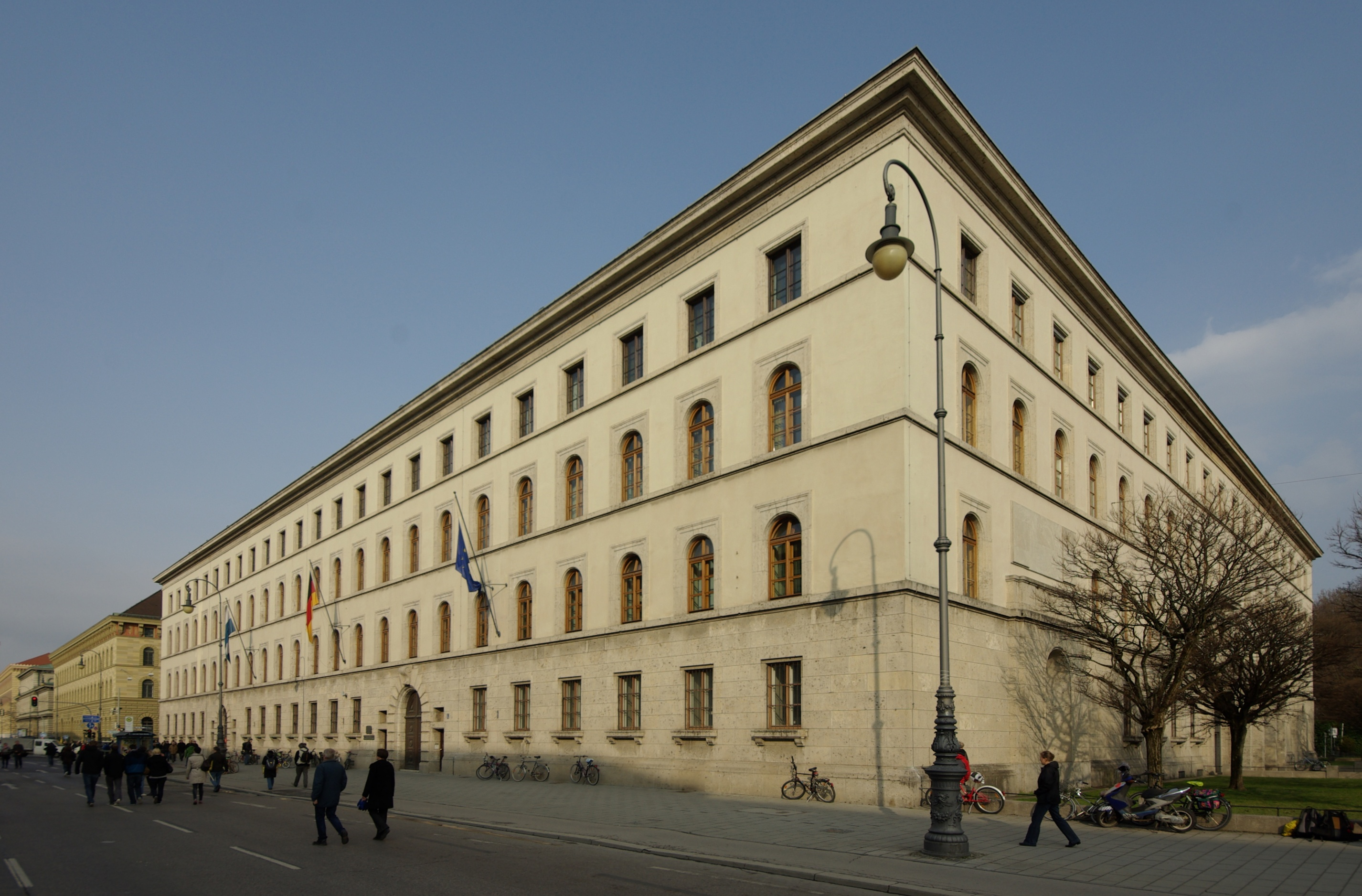
Sitz des Bayerischen Staatsministeriums für Ernährung, Landwirtschaft, Forsten und Tourismus in der Ludwigstraße, 2011

Das Bayerische Staatsministerium für Ernährung, Landwirtschaft, Forsten und Tourismus (StMELF), bis Januar 2001 Bayerisches Staatsministerium für Landwirtschaft und Forsten (StMLF), von Januar 2001 bis Oktober 2008 Bayerisches Staatsministerium für Landwirtschaft und Forsten (StMLF) und von Oktober 2008 bis November 2023 Bayerisches Staatsministerium für Ernährung, Landwirtschaft und Forsten (StMELF), ist ein Ministerium des Freistaates Bayern mit Sitz in München. Im gesamten Geschäftsbereich sind etwa 6.700 Beschäftigte tätig.

## Leitung
Staatsministerin ist Michaela Kaniber (CSU). Als Amtschef dient seit 1. April 2015 Ministerialdirektor Hubert Bittlmayer.

## Aufgaben und Zuständigkeiten
Es ist auf Landesebene für die Ernährung, die Landwirtschaft, die Landentwicklung, die Forstwirtschaft und den Tourismus zuständig. Im Rahmen der Verordnungen und Richtlinien der Europäischen Union, des Grundgesetzes, der Bayerischen Verfassung und der Bundes- und Landesgesetze führt es als oberste Landesbehörde die gesetzgeberischen und verwaltungsmäßigen Aufgaben auf diesen Gebieten durch. Ihm obliegt die Aufsicht über die nachgeordneten Behörden und Einrichtungen wie den Staatlichen Hofkeller Würzburg.

## Nachgeordnete Behörden

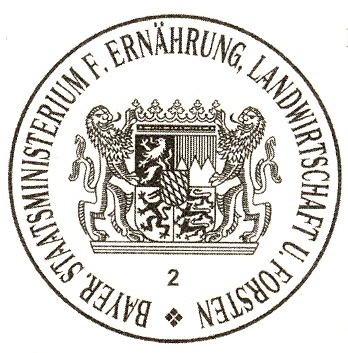
Siegel des Bayerischen Staatsministeriums für Ernährung, Landwirtschaft, Forsten und Tourismus

- Bayerische Landesanstalt für Landwirtschaft in Freising (Oberbayern)
- Kompetenzzentrum für Ernährung in Kulmbach (Oberfranken)
- Bayerische Landesanstalt für Wald und Forstwirtschaft in Freising (Oberbayern)
- Bayerische Landesanstalt für Weinbau und Gartenbau in Veitshöchheim (Unterfranken)
- Technologie- und Förderzentrum in Straubing (Niederbayern)
- Bayerisches Amt für Waldgenetik in Teisendorf (Oberbayern)
- Sieben Ämter für Ländliche Entwicklung
- 32 Ämter für Ernährung, Landwirtschaft und Forsten
- Sieben Bezirksegierungen Bereich 6 Ernährung und Landwirtschaft
- Staatliche Führungsakademie für Ernährung, Landwirtschaft und Forsten in Landshut (Niederbayern)
- Fünf Fachschulen für Agrarwirtschaft
- Zwei Fachschulen für Agrarwirtschaft Fachrichtung Ökologischer Landbau
- Drei Höhere Landbauschulen
- Fachakademie für Landwirtschaft – Fachrichtung Ernährungs- und Versorgungsmanagement in Triesdorf (Mittelfranken)
- Kompetenzzentrum Hauswirtschaft
- Fünf Technikerschulen für Agrarwirtschaft
- Technikerschule für Waldwirtschaft und Forstschule in Lohr am Main (Unterfranken)
- Waldbauernschule in Kelheim, Goldberg (Niederbayern)
- 48 Landwirtschaftsschulen mit 18 Abt. Landwirtschaft und 46 Abt. Hauswirtschaft

## Staatssekretäre seit 1945 (seit 2001 hat dieses Ministerium keinen Staatssekretär mehr)
- 1945–1946: Ewald Thunig
- 1946–1947: Hans Gentner
- 1947–1950: Adam Sühler
- 1950–1954: Johann Maag
- 1954–1962: Erich Simmel
- 1962–1970: Lorenz Vilgertshofer
- 1970–1987: Simon Nüssel
- 1987–1990: Hans Maurer
- 1990–1993: Josef Miller
- 1993–2001: Marianne Deml

## Dienstgebäude
Dienstgebäude ist das ehemalige Zentralministerium in der Ludwigstraße 2 in München. Das neoklassizistische Gebäude wurde 1938/39 von Fritz Gablonsky im Rahmen des nationalsozialistischen Ausbaus zur „Hauptstadt der Bewegung“ errichtet. Vier klassizistische Wohngebäude, die Leo von Klenze 1820/21 an dieser Stelle errichtet hatte, wurden dafür abgerissen. Als Schauseite war die Südfassade in der Galeriestraße vorgesehen; in den Fassadennischen sollten Wandbrunnen von Joseph Wackerle aufgestellt werden. Durch eine Luftmine wurde der südliche Innenhof im Zweiten Weltkrieg zerstört, aber „sehr bald nach dem Krieg liebevoll rekonstruiert.“
Im Schmuckhof des heutigen Landwirtschaftsministeriums befinden sich seit 1961 der Blütenkelchbrunnen von Ernst Andreas Rauch, und seit 1984 eine Gedenktafel von Eugen Weiß für dort und im Perlacher Forst hingerichtete Mitglieder der Freiheitsaktion Bayern.

## Auszeichnungen
Im Jahr 2013 wurde dem Referat F4 – Holzwirtschaft, Forstvermögen, Forsttechnik vom Weltmarktführer für Geoinformationssysteme ESRI Inc. für das Bayerische Wald-Informationssystem (BayWIS) der ESRI Forestry Innovation Award verliehen.